# Cantanhede
Cantanhede – miejscowość w Portugalii, leżąca w dystrykcie Coimbra, w regionie Centrum w podregionie Baixo Mondego. Miejscowość jest siedzibą gminy o tej samej nazwie.

## Demografia
| Liczba ludności gminy Cantanhede (1801–2011) | Liczba ludności gminy Cantanhede (1801–2011) | Liczba ludności gminy Cantanhede (1801–2011) | Liczba ludności gminy Cantanhede (1801–2011) | Liczba ludności gminy Cantanhede (1801–2011) | Liczba ludności gminy Cantanhede (1801–2011) | Liczba ludności gminy Cantanhede (1801–2011) | Liczba ludności gminy Cantanhede (1801–2011) | Liczba ludności gminy Cantanhede (1801–2011) | Liczba ludności gminy Cantanhede (1801–2011) |
| -------------------------------------------- | -------------------------------------------- | -------------------------------------------- | -------------------------------------------- | -------------------------------------------- | -------------------------------------------- | -------------------------------------------- | -------------------------------------------- | -------------------------------------------- | -------------------------------------------- |
| 1801                                         | 1849                                         | 1900                                         | 1930                                         | 1960                                         | 1981                                         | 1991                                         | 2001                                         | 2004                                         | 2011                                         |
| 10 759                                       | 14 967                                       | 27 796                                       | 33 696                                       | 41 303                                       | 38 717                                       | 37 140                                       | 37 910                                       | 38 590                                       | 36 595                                       |

## Sołectwa
Sołectwa gminy Cantanhede (ludność wg stanu na 2011 r.):
- Ançã – 2625 osób
- Bolho – 848 osób
- Cadima – 2963 osoby
- Camarneira – 824 osoby
- Cantanhede – 7738 osób
- Cordinhã – 1034 osoby
- Corticeiro de Cima – 721 osób
- Covões – 2155 osób
- Febres – 3352 osoby
- Murtede – 1431 osób
- Ourentã – 1208 osób
- Outil – 858 osób
- Pocariça – 1101 osób
- Portunhos – 1187 osób
- Sanguinheira – 1901 osób
- São Caetano – 801 osób
- Sepins – 1076 osób
- Tocha – 3992 osoby
- Vilamar – 780 osób

## Współpraca
- Rio Maior, Portugalia
- Mêda, Portugalia
- Alfortville, Francja
- Cantanhede, Brazylia